# Problème du lithium cosmologique
En astronomie, le problème du lithium cosmologique fait référence à une différence significative entre les calculs théoriques de l’abondance de lithium 7 créé lors de la nucléosynthèse primordiale et les observations.

## Production de lithium lors de la nucléosynthèse primordiale

Principales réactions nucléaires se produisant lors de la nucléosynthèse primordiale.

Le modèle de la nucléosynthèse primordiale permet d’expliquer la formation et l’abondance des éléments légers (de l’hydrogène jusqu’au béryllium). Elle débute environ 3 minutes après le Big Bang. Différentes réactions nucléaires impliquant les protons et les neutrons permettent de produire ces noyaux. La réaction p + n → D + γ démarre et d’autres réactions à base de deutérium conduisent principalement à la formation d’hélium mais également, en moindres proportions, de lithium (voir la figure ci-contre).
Si le rapport entre le nombre de baryons et le nombre de photons est faible, la réaction principale à l’origine de la production de lithium 7 est la fusion d’un noyau d’hélium 4 avec un de tritium
{\displaystyle ^{4}\mathrm {He} +^{3}\mathrm {H} \rightarrow ^{7}\mathrm {Li} +\gamma }
et la principale réaction conduisant à la destruction de lithium 7 est la réaction nucléaire entre le lithium 7 et un proton entrainant la création de deux noyaux d’hélium 4.
{\displaystyle ^{7}\mathrm {Li} +p\rightarrow 2^{4}\mathrm {He} }

Abondances calculées de l’hydrogène, du deutérium, du tritium, de l’hélium 3 et 4, du lithium 6 et 7 et du béryllium 7 lors de la nucléosynthèse primordiale en fonction du temps.

Si le rapport baryon-photon est grand, davantage d’hélium 3 est produit et la réaction ⁴He + ³He → ⁷Be + γ devient importante. Par ailleurs, la réaction ⁷Be + n → 2⁴He devient également moins probable que dans le cas d’un rapport baryon-photon plus faible du fait du plus faible nombre de neutrons.
La réaction ⁷Be + n → ⁷Li + p possède une très grande section efficace à l’énergie thermique ce qui lui confère également un rôle important dans la production de lithium 7.
Par la suite, la température de l’Univers diminue et environ 380 000 ans après le Big Bang, les noyaux de lithium et de béryllium, précédemment dépourvus d’électrons, commencent à créer des atomes en se liant à des électrons ; c’est la recombinaison.
Le béryllium 7 peut alors décroitre par capture électronique pour former du lithium 7. La quantité de béryllium 7 à la fin de la nucléosynthèse primordiale conditionne donc la production de lithium 7 à la fin de la recombinaison.

## Observations expérimentales
Après la fin de la nucléosynthèse primordiale, plusieurs millions d’années sont nécessaires pour former les premières étoiles par effondrement gravitationnel. Lorsqu’elle atteint une masse critique, la gravité comprime la matière ce qui a pour effet d’augmenter la température au sein de la proto-étoile. Lorsque la température atteint environ 10 millions de kelvin, les réactions de fusion de l’hydrogène démarrent. Lors de cette phase, l’hydrogène va fusionner pour former de l’hélium. Par la suite, au fur et à mesure que la quantité d’hydrogène diminue, les réactions de fusion se font plus rares et l’étoile se contracte du fait de la gravitation, faisant augmenter la température, ce qui permet d’initier d’autres réactions de fusion. Le lithium 7 peut alors fusionner avec un proton pour former un noyau de béryllium 8, qui fissionne quasi-instantanément en 2 noyaux d’hélium 4. 
La détermination expérimentale de la quantité de lithium 7 produite lors du Big Bang est donc effectuée en observant les étoiles avec une faible métallicité, c’est-à-dire étant composée essentiellement d’hydrogène et d’hélium. L’observation d’étoiles de population III, population hypothétique d’étoiles extrêmement massives et lumineuses, constituée exclusivement d'éléments légers, qui seraient les premières étoiles formées au commencement de l'Univers, offrirait une évaluation propre de la quantité de lithium produite lors de la nucléosynthèse primordiale[réf. souhaitée].

## Comparaison entre les prédictions et les observations
En 2016, des calculs théoriques s’appuyant sur les données nucléaires mesurées (durée de vie du neutron, section efficace , etc.) et les observations du satellite Planck en particulier sur la détermination du rapport baryon/photon ont prédit les abondances suivantes
|              | Prédictions         | Observations  |
| Yₚ           | 0,247 09 ± 0,000 25 | 0,256 ± 0,006 |
| D/H(10-5)    | 2,58 ± 0,13         | 2,82 ± 0,26   |
| ³He/H(10-6)  | 10,039 ± 0,090      | ≥11 ± 2       |
| ⁷Li/H(10-10) | 4,68 ± 0,67         | 1,58 ± 0,31   |
| ------------ | ------------------- | ------------- |

D/H, ³He/H et ⁷Li/H désignent respectivement l’abondance de deutérium, d’hélium 3 et de lithium 7. Les valeurs issues de l’observation proviennent d’un article publié dans The Astrophysical Journal en 2014.
L’accord entre les calculs théoriques et les observations expérimentales s’accordent extrêmement bien en ce qui concerne les abondances du deutérium, de l’hélium 3 et de l’hélium 4. En revanche, les prédictions et les observations divergent fortement pour le lithium 7. En fonction des hypothèses utilisées dans les calculs, la différence peut être supérieure à 5σ, ce qui est considéré comme ne pouvant pas être expliqué par une erreur statistique par les physiciens.

## Explications possibles

### Données nucléaires
Les calculs utilisent en entrée le rapport baryon-photon, déterminé à partir des observations du satellite Planck, ainsi que les sections efficaces pour les réactions nucléaires impliquées dans la production et la destruction de lithium 7 et de béryllium 7. De nombreuses expériences ont donc été menées pour obtenir des valeurs de sections efficaces plus précises.
Pour un rapport baryon-photon égal à celui mesuré par le satellite Planck, le principal mode de production de lithium 7 provient de la décroissance par capture électronique du béryllium 7. Les modes de production et de destruction du béryllium 7 doivent donc également être considérées. Les principales réactions impliquant du béryllium 7 sont la fusion d’un noyau d’hélium 3 avec un d’hélium 4 pour la production
{\displaystyle ^{3}\mathrm {He} +^{4}\mathrm {He} \rightarrow ^{7}\mathrm {Be} +\gamma }
et la capture d’un neutron par du béryllium 7 créant du lithium 7 et un proton pour la destruction de cet isotope
{\displaystyle ^{7}\mathrm {Be} +n\rightarrow ^{7}\mathrm {Li} +p}
Ces deux réactions ont été intensivement étudiées et mesurées et les sections efficaces sont connues avec des précisions de quelques pourcents.